# مركز تيانجين سي تي أف التجاري
مركز تيانجين سي تي أف التجاري هي ناطحة سحاب تقع في تيانجين، الصين. بدأ العمل بالمشروع في 2013 وانتهى في 2019 م.